# Плецький (струмок)
Плецький — струмок в Україні, у Рахівському районі Закарпатської області, лівий доплив Чорної Тиси (басейн Дунаю).

## Опис
Довжина струмка приблизно 4 км.

## Розташування
Бере початок на північно-західній стороні від гірської вершини Чорний Грунь. Тече переважно на південний схід і на заході від села Чорна Тиса впадає у річку Чорну Тису, праву притоку Тиси.